# Áine
Áine è una dea irlandese dell'estate, della ricchezza e della sovranità. È associata alla mezza estate e al sole, ed è talvolta rappresentata da una giumenta rossa. È descritta come la figlia di Egobail e la sorella di Aillén e/o Fennen, ed è rivendicata come antenata da molte famiglie irlandesi. Come dea dell'amore e della fertilità, ha il controllo sulle colture e gli animali ed è anche associata all'agricoltura.
In altre versioni del suo mito, è la moglie o la figlia del dio del mare, Manannán mac Lir. La festa della notte di mezza estate si teneva in suo onore. Nella contea di Limerick, è ricordata in tempi più recenti come Regina della Fate.
Áine è fortemente associata alla contea di Limerick. La collina di Knockainey (in irlandese: Cnoc Áine) prende il nome da lei, e fu luogo di riti in suo onore, che comportavano il fuoco e la benedizione della terra, registrati di recente nel 1879. È anche associata a siti come Toberanna (irlandese: Tobar Áine), nella contea di Tyrone, Dunany (irlandese: Dun Áine), nella contea di Louth; Lissan (irlandese: Lios Áine), nella contea di Londonderry; e Cnoc Áine vicino a Teelin, nella contea di Donegal.

## Mitologia
Nei primi racconti è associata al re semi-mitologico del Munster, Ailill Aulom, che si dice l'abbia violentata, un assalto che terminò con Áine che gli morse l'orecchio, da cui il nome Aulom "un orecchio". Secondo la vecchia legge irlandese, solo una persona "senza macchia" poteva governare; mutilandolo in questo modo, Áine lo rese inadatto a diventare re. Pertanto, come incarnazione della sovranità, Áine poteva sia concedere che impedire a un uomo di governare. I discendenti di Aulom, gli Eóganachta, rivendicano Áine come loro antenata.
In altri racconti, Áine è la moglie di Gerald FitzGerald, terzo conte di Desmond, noto popolarmente come "Iarl Gearóid". Piuttosto che avere un matrimonio consensuale, lui la violentò (racconto probabilmente basato sulla storia di Ailill Aulom), e lei esaltò la sua vendetta trasformandolo in un'oca, uccidendolo o entrambi. I FitzGerald rivendicano quindi un'associazione con Áine; nonostante le origini normanne del clan, i FitzGerald sarebbero diventati famosi per essere "più irlandesi degli stessi irlandesi".

## Divinità correlate
Áine (in irlandese "Luminosità, splendore, gioia, gloria, fama") è talvolta erroneamente equiparata a Danu poiché il suo nome ha una superficiale somiglianza con Anu.
"Aynia", presumibilmente la fata più potente dell'Ulster, potrebbe essere una variante della stessa figura. La collina di Áine, che si trova nel cuore di Cnoc Áine (Knockainy) nella contea di Limerick, è anche la collina della dea Grian, Cnoc Gréine. Si ritiene che Grian (letteralmente "sole") sia la sorella di Áine, un'altra delle manifestazioni di Áine, o forse "Macha in incognito". A causa della connessione di Áine con i riti di mezza estate, è possibile che Áine e Grian possano condividere una doppia funzione, funzione stagionale (come si vede nei miti gaelici di Cailleach e Brigid) con le due sorelle che rappresentano i "due soli" del anno: Áine che rappresenta la luce della metà dell'anno e il luminoso sole estivo (an ghrian mhór), e Grian la metà oscura dell'anno e il pallido sole invernale (an ghrian bheag).
È anche possibile che Áine fosse in origine una divinità tripla, connessa con Gráinne e Fenne, che erano o sorelle o aspetti della stessa dea. Anche in questo caso Áine rappresenterebbe il sole estivo, e Gráinne (si veda sopra "Grian") il sole invernale.